# Долгая Пристань
Долгая Пристань (укр. Довга Пристань) — село в Первомайском районе Николаевской области Украины.
Основано в 80-х гг. XVIII века. Население по переписи 2001 года составляло 951 человек. Почтовый индекс — 55240. Телефонный код — 5161.
В селе родился Герой Советского Союза Савва Крыжановский.

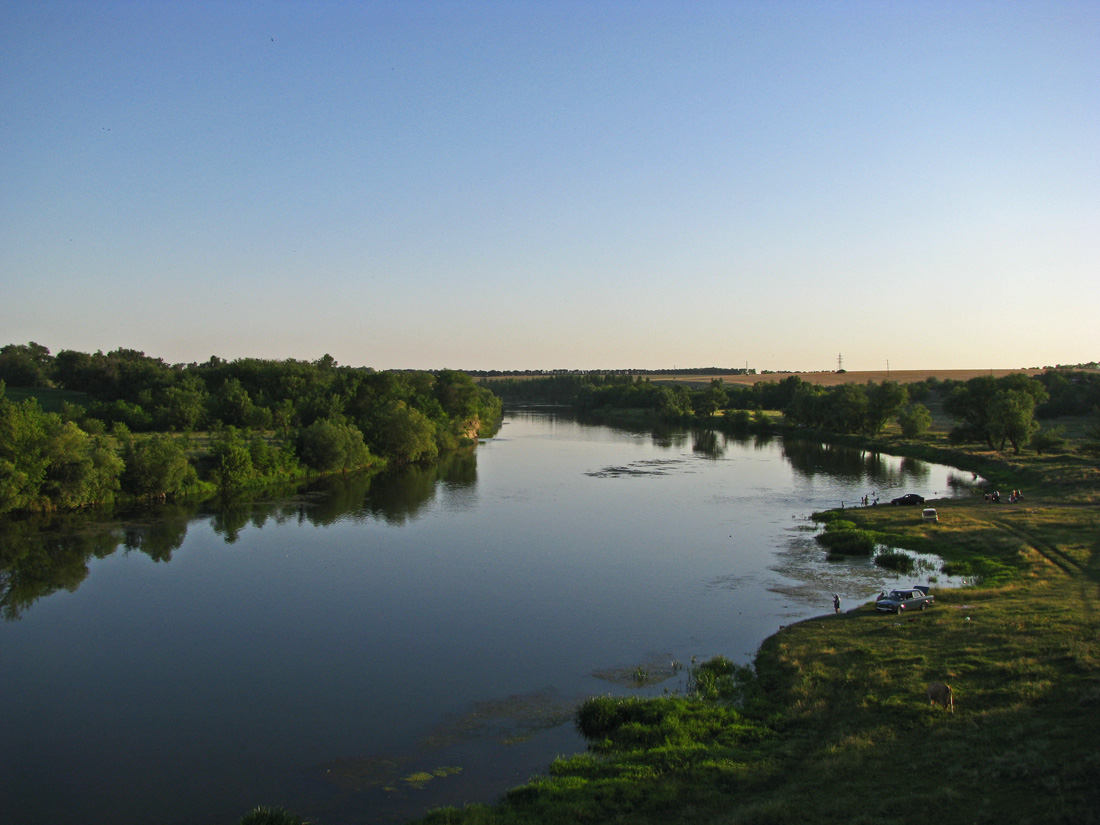
Южный Буг возле Долгой Пристани

## Местный совет
55240, Николаевская обл., Первомайский р-н, с. Долгая Пристань, ул. Саввы Крыжановского, 50